# Jabir ibn Hayyan
Ἀbū Mūsā Jābir ibn Ḥayyān al-Ἀzdī, latinizzato in Geber (in persiano جابر بن حيان‎; Ṭūs, 721 circa – Baghdad, 765 o 822), è conosciuto come il più grande alchimista medioevale.
Nato in Persia, è considerato da molti storici della scienza come il punto di passaggio tra l'alchimia e la chimica. È stato anche un filosofo, geografo e farmacista.
Jābir ibn Ḥayyān nacque intorno all'anno 721 nella città nell'allora Persia di Ṭūs, all'epoca governata dal califfato abbaside. Inventò molti strumenti di laboratorio e introdusse la distillazione per la purificazione dell'acqua, identificando numerosi alcali, acidi e sali. Produsse l'acido solforico e la soda caustica. Inoltre scoprì alcune caratteristiche del mercurio. Molte attribuzioni però non si riferiscono a lui ma al nome sotto il quale si è raccolto l'immenso corpus geberiano.
Nei suoi libri troviamo la descrizione del cloruro d'ammonio, della distillazione dell'aceto per ottenere l'acido acetico concentrato, la preparazione dell'acido nitrico diluito. Geber considerava il mercurio il metallo per eccellenza, ed il mercurio e lo zolfo, con il suo colore giallo e la combustibilità, diventavano gli elementi fondamentali per produrre l'oro. Occorreva solo trovare la sostanza in grado di legarli assieme e questa sostanza, che per tradizione doveva essere una polvere secca, era chiamata xerion dai Greci, al-iksir dagli Arabi ed elisir in ambiente cristiano latino. L'elisir divenne poi, sempre in virtù della sua secchezza, la pietra filosofale, in grado secondo le credenze religiose dell'epoca di donare la vita eterna.
Fondamentale per lo sviluppo successivo della chimica fu la sua scoperta dell'acqua regia, impiegata per intaccare e sciogliere l'oro e altri metalli pregiati, tra cui il platino.
A lui è stato dedicato il minerale hayyanite.

## IlCorpus Geberiano

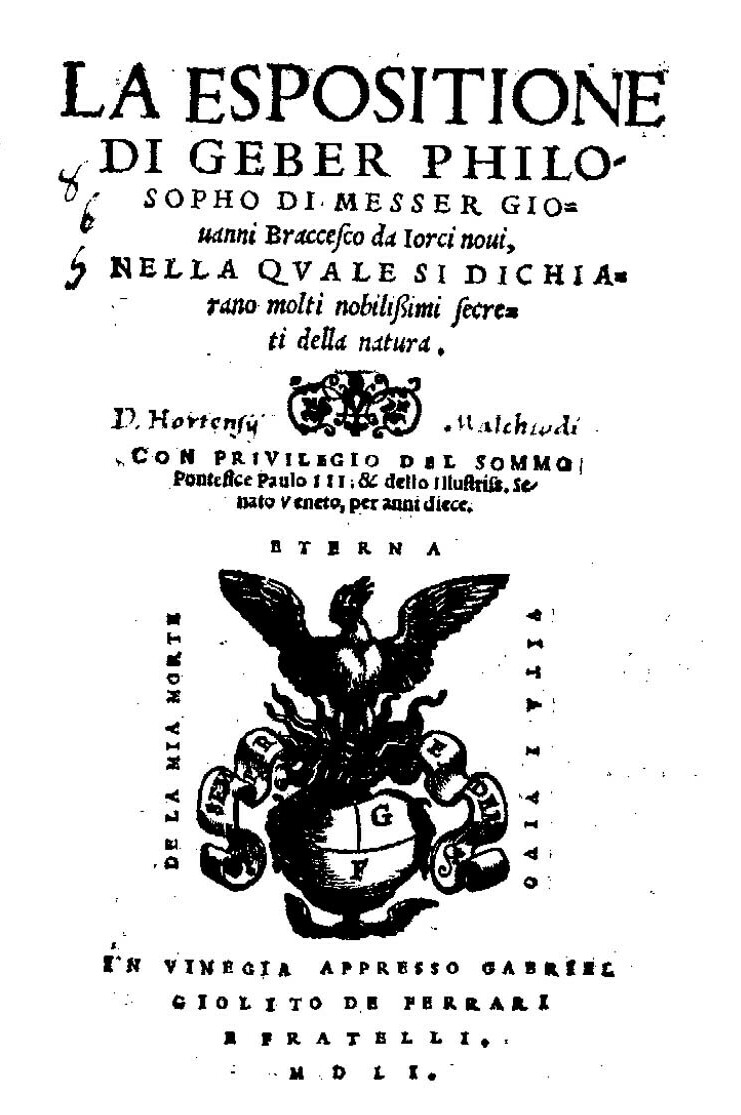
Giovanni Bracesco, L'esposizione di Geber filosofo, 1551. Un testo che ebbe larga diffusione nel Cinquecento.

Intorno a questo nome sono state raccolte numerose opere che non appartengono né al presunto alchimista né al suo tempo. Di lui si conosce pochissimo, anche se si sono trovate moltissime testimonianze, peraltro in gran parte tarde e apocrife.
Jābir b. Ḥayyān (o i vari Geber VIII-XIII sec.) è considerato il fondatore dell'alchimia persiana e il padre della «teoria della bilancia» tra il mondo materiale e quello spirituale. Nel Libro della misericordia è condensato tutto il suo pensiero. L'alchimia per lui non è una pratica magica, ma un'imitazione dell'operato della natura stessa, allo scopo di ampliarla creando sostanze utili all'uomo. I corpi possono cambiare gli uni negli altri e acquisire nuove proprietà. E così l'operatore, il cui perfezionamento interiore deve andare di pari passo con l'operazione stessa. È il principio in nuce della dignificatio, che si trova già in Zosimo.
Gli sono attribuite più di mille opere (il «Corpus geberiano»). Sono opere differenti, in lunghezza e stile, anche se abbastanza omogenee dal punto di vista dottrinale. Si notano in esse influenze pitagoriche, neoplatoniche e gnostiche.
Nei secoli successivi la scuola geberiana costruirà alcuni dei temi portanti di tutta l'alchimia: l'elisir, essenza vitale dell'opera «manuale», dinamicamente attiva e capace di perfezionare i corpi imperfetti. Questo tema è trattato nel Libro segreto nascosto.
Molte notizie sull'alchimia persiana provengono dal Libro dell'indice, che elenca, oltre a varie informazioni su sette, religioni, magia, filosofia, ecc., tutti i libri alchemici in lingua araba (lingua divulgativa dell'epoca) fino al X secolo, periodo della sua composizione.

Di Geber si dice anche che non fosse «autentico» e che non avesse composto che un solo libro, il Libro della misericordia, mentre tutte le altre opere sarebbero state apocrife. La cosa però non è importante. Infatti non è il nome a rendere efficace la dottrina, che può essere anche del più sconosciuto e «ingannatore» degli alchimisti.

## Paolo di Taranto
Il francescano Paolo di Taranto (XIII sec.), di cui non sappiamo nulla, traduce, di Geber, la Summa perfectionis magisterii, considerata la prima grande sintesi dell'alchimia occidentale. L'Esposizione sistematica del magistero perfetto rifletteva perfettamente il pensiero dell'opera Geberiana. Il testo, che tratta della trasmutazione metallica, analizza il differente rapporto tra opera naturale e opera artificiale. Sono elencate anche le sette operazioni classiche dell'alchimia: sublimazione, distillazione, calcinazione, soluzione, coagulazione, fissazione, incerazione (fluidificazione).
Paolo di Taranto ha inoltre tradotto il trattato alchemico Theoria et pratica, sempre attribuito a Geber. I minerali sono classificati alla luce delle esperienze pratiche di laboratorio. Ogni cosa dipende dalla Natura, però «governata dall'arte».
Ed è probabilmente il traduttore, se non l'autore, anche del Testamentum. «Il titolo non va letto nel senso comune, bensì in quello filosofico di "attestazione su-, dichiarazione intorno a-", ovvero con l'identica sfumatura con cui i cattolici parlano della Bibbia come dell'Antico e del Nuovo testamento».

## Curiosità
Nel numero 2916 di Topolino, l'alchimista compare nella storia Qui Quo Qua e la grande storia della chimica dei paperi.